# Jacques-François Ochard
Jacques-François Ochard né à Saint-Valery-en-Caux le 23 avril 1800 et mort au Havre le 16 septembre 1870 est un peintre, conservateur de musée et enseignant français.

## Biographie

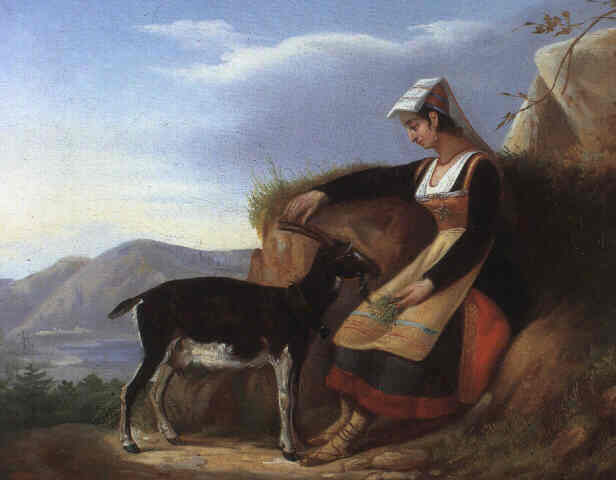
La Jeune Italienne, localisation inconnue.

Premier maître de Claude Monet (1840-1926), l'apport de Jacques-François Ochard à l'histoire de l'art reste mineur en dehors de ce rôle pédagogique, de même que sa fonction de conservateur du musée du Havre à partir de mai 1867 en remplacement d'Adolphe-Hippolyte Couveley.
Élève de Jacques-Louis David, il enseigne le dessin au Havre de 1829 jusqu'à sa mort en 1870. Il expose des portraits au Salon en 1835 et 1837, et un paysage de Bretagne en 1841. Il peint deux tableaux pour l'église Saint-François du Havre, dont une copie de grand format d'une Adoration des Mages d'après Rubens qu'il serait allé copier à Anvers.
Parmi ses élèves figurent aussi le peintre d'histoire Adolphe Yvon et Charles Lhuillier.

## Salons
- 1835 : Tête de Vieille femme (costume de Saint-Malo) (no 1646)[5].
- 1837 : Portrait de M. B. (no 1376)[6].
- 1841 : Vue de Morlaix dans le Finistère, prise derrière le nouvel Hôtel-de-Ville (no 1310)[7].

Salon de Rouen
- 1841 : Vue de Morlaix ; Le Grand-père[8].

## Œuvres dans les collections publiques
- Hyères, Musée municipal : Portrait d'homme[9].
- Le Havre, musée d'Art moderne André-Malraux : un dessin[9].